# أماندا فيليبس
أماندا فيليبس (بالإنجليزية: Amanda Phillips) هي رباعة أسترالية، ولدت في 4 يوليو 1981 في بريزبان في أستراليا.

## وصلات خارجية
- أماندا فيليبس على موقع الاتحاد الدولي (الإنجليزية)
- أماندا فيليبس على موقع اللجنة الأولمبية الدولية (الإنجليزية)
- أماندا فيليبس على موقع أوليمبيديا (الإنجليزية)
- أماندا فيليبس على موقع اللجنة الأولمبية الأسترالية (الإنجليزية)
- أماندا فيليبس على موقع اتحاد ألعاب الكومنولث (مؤرشف) (الإنجليزية)
- أماندا فيليبس على موقع دورة ألعاب الكومنولث 2006 (مؤرشف) (الإنجليزية)